# Тамазгха
Tamazgha ( берберский : Tamazɣa) или Берберийский берег— топоним в берберских языках, обозначающий земли, традиционно населённые берберами, и который также может означать земли Imaziɣen в северной Африке. Регион охватывает географическую область между Средиземным морем и рекой Нигер, большую полосу территории, охватывающую Марокко, Алжир, Тунис, Ливию, Мавританию, Мали, Нигер, Египет, Западную Сахару, Канарские острова, Буркина-Фасо и Сенегал . 
Хотя берберский лингвистический корень MZ-Ɣ или Z-Ɣ является древним, топоним Tamazɣa происходит из различных берберских языков, смешав их в контексте берберского национализма. Впервые он появился в Алжире и Марокко в 1970-х годах.
Наиболее густонаселенными районами Тамазгхи являются прибрежные плодородные районы северной Ливии, северного и восточного Туниса, северного Алжира, северного Марокко и атлантического побережья Марокко. «Тамазгха» примерно соответствует Древней Ливии Геродота и средневековому Варварийскому берегу .
Этот термин используется берберами, потому что изначально не было общего слова, относящегося ко всей географической области, населенной мазисами, поскольку берберы живут в нескольких берберских странах, и они не объединены политически, многие из них разбросаны по всему миру как берберские диаспоры. Итак, название было создано, чтобы определить берберскую нацию и объединить людей Тамазгхи с их оригинальной культурой.
Этот термин был переведен на испанский язык как Mazigia, сокращенно MZG и используется для некоторых людей в качестве альтернативного международного кода номерного знака. 